# Tor van Pyk
Tor Christian van Pyk, född 2 augusti 1870 i Göteborg, var en svensk-amerikansk tenorsångare och musiklärare.
Efter studier hos Fritz Arlberg begav sig van Pyk till kontinenten och studerade för Johannes Ress i Wien och Gustav Scharfe i Dresden. 1892 emigrerade han till New York, där han i sju års tid var chef för institutionen för sång vid Carl Lachmunds musikkonservatorium. 1894 konserterade han i Kanada och var solist i Toronto Male Chorus. Året därpå gjorde han ett återbesök i Europa och studerade för kapellmästare Alfred Tienemann i Berlin. 1906 blev han lärare i sångteknik och koralsång vid University of Idaho. Senare flyttade han till Cincinnati och engagerades som sånglärare vid stadens musikkonservatorium.
Mellan 1902 och 1908 gjorde van Pyk skivinspelningar för Columbia med svenska och norska sånger. Han gifte sig med Jessica Volkert i Salt Lake City den 20 april 1907.